# 廖可亭盐商住宅
廖可亭盐商住宅，位于江苏省扬州市广陵区南河下118号，是中华人民共和国江苏省文物保护单位之一。
廖可亭系清末民初巨商，江西抚州人氏，清末1905年在扬州建造豪宅，规模宏大，分左中右三路，分别有4-5进。
2006年6月5日，授予江苏省文物保护单位。